# 玄奘寺 (南投縣)
玄奘寺位於台灣南投縣日月潭風景區，建於民國54年（西元1965年）以紀念唐代高僧玄奘法師對佛教在中國發展的貢獻，供奉玄奘法師舍利與釋迦牟尼佛金身。

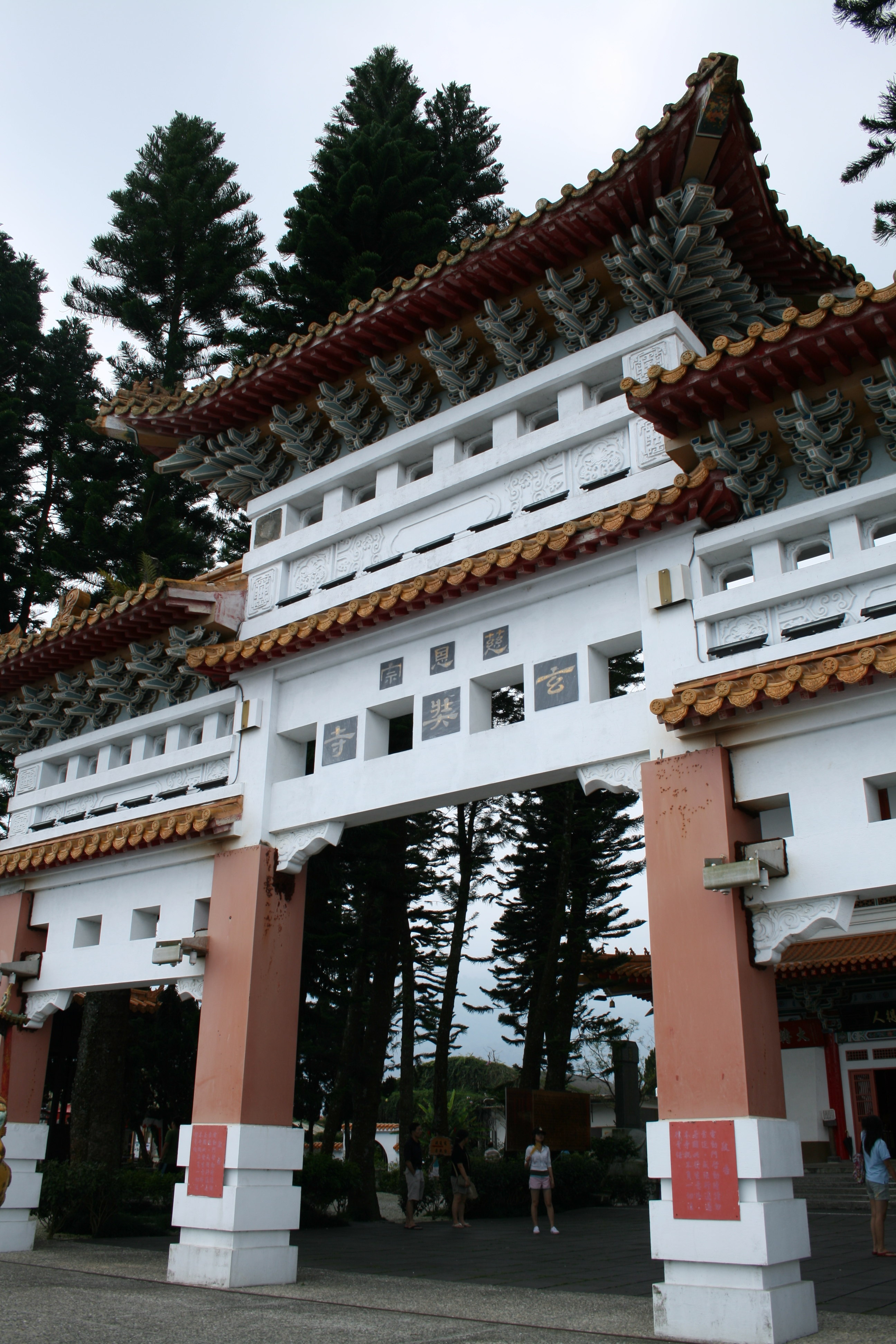
日月潭玄奘寺的入口

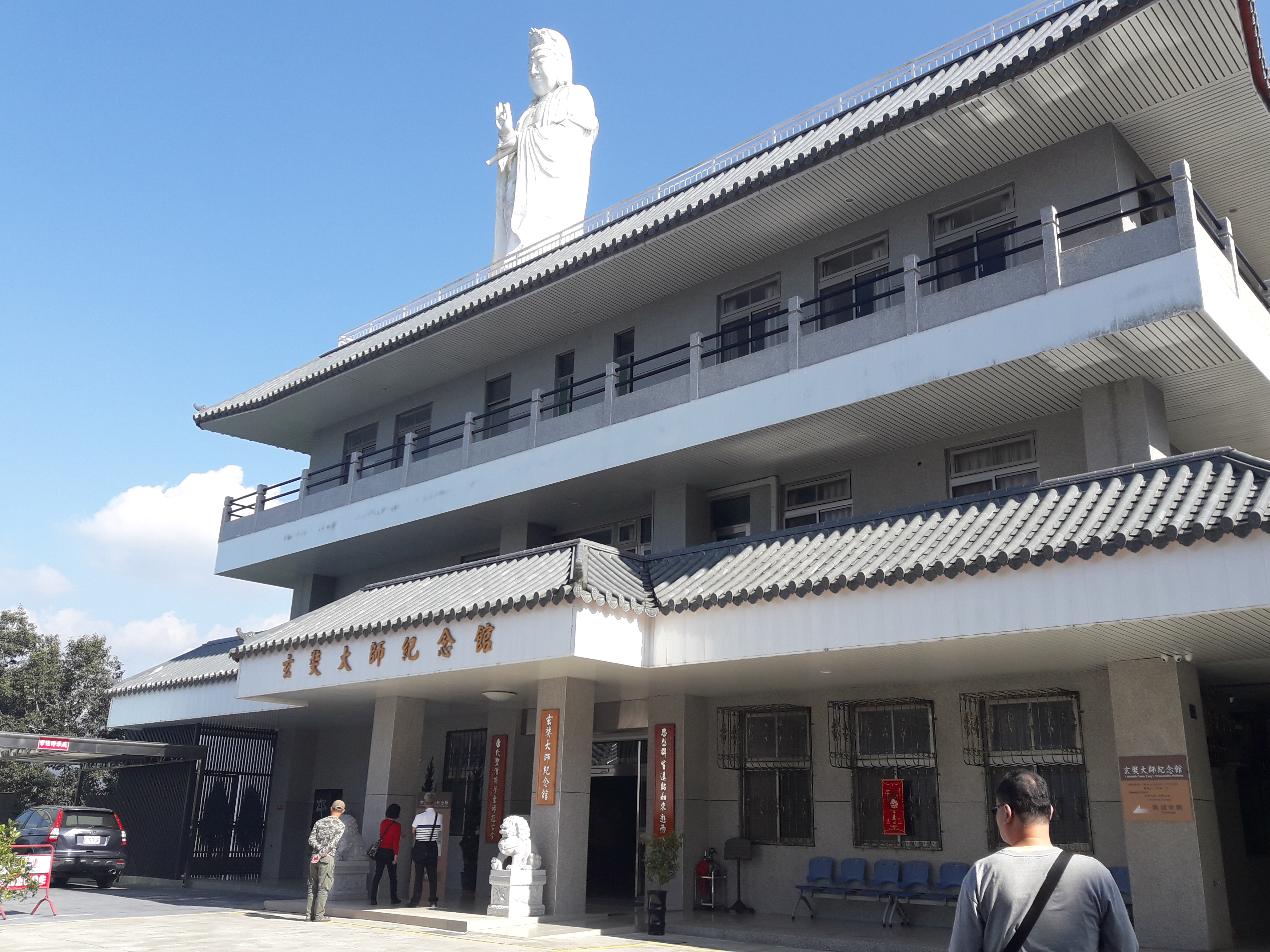
玄奘大師紀念館

## 地理位置
寺院位於日月潭南岸環湖公路小山頭上，為整條環湖公路之最高點，距離玄光寺約二點五公里，為仿唐式建築，碧瓦朱柱，古樸無華，環境清幽，具有中國庭園雍容大方的器度；前臨日月潭、後依青龍山，地理勘輿師稱該寺占「青龍戲珠」寶地。

## 特色
- 中華民國總統蔣中正賜「國之瑰寶」匾
- 玄奘西域遊行圖與碑文三座，左為中日親善紀念，中有大唐玄奘法師傳記，右則中日佛教親善交流紀念碑。

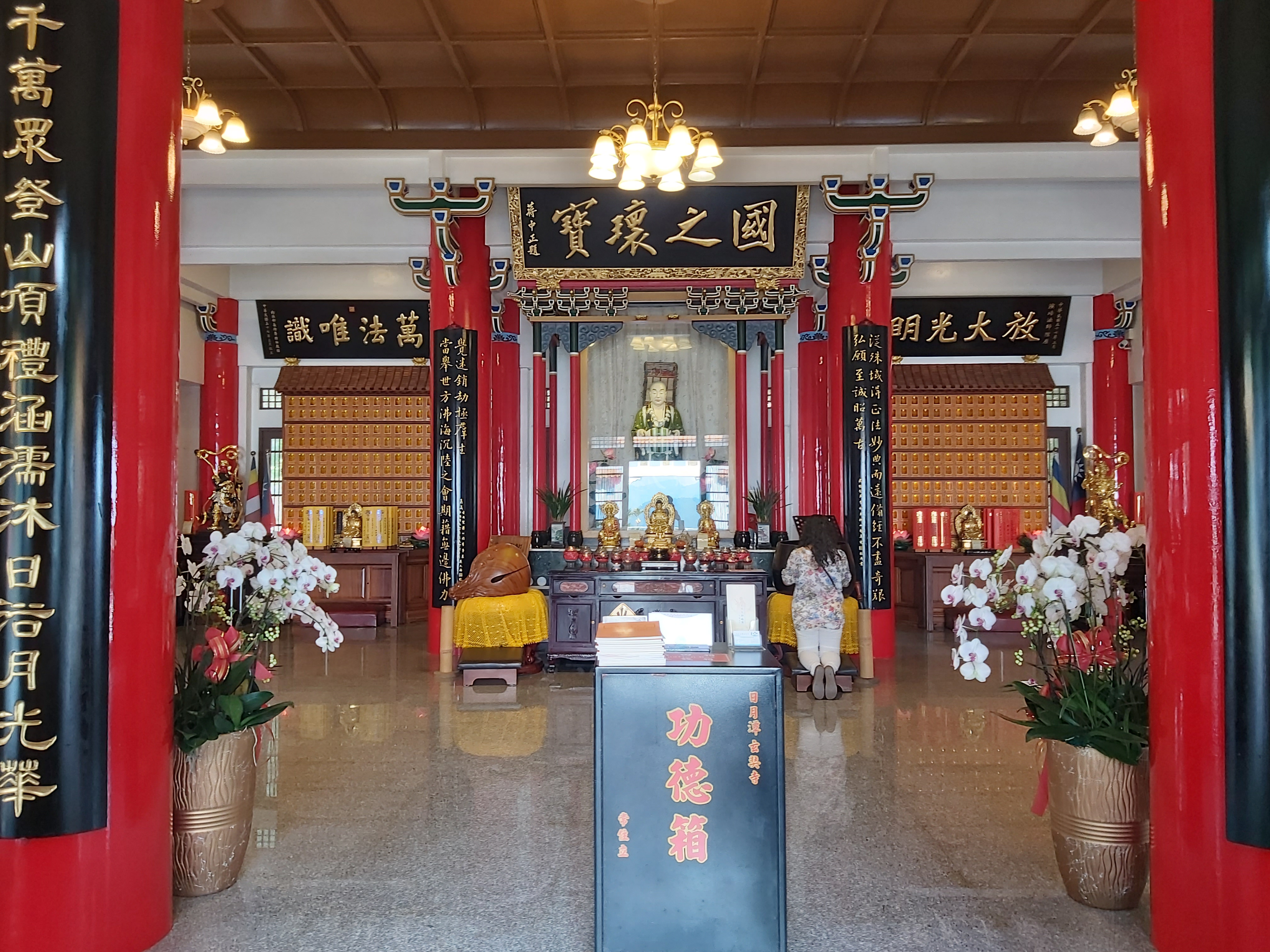
一樓正殿
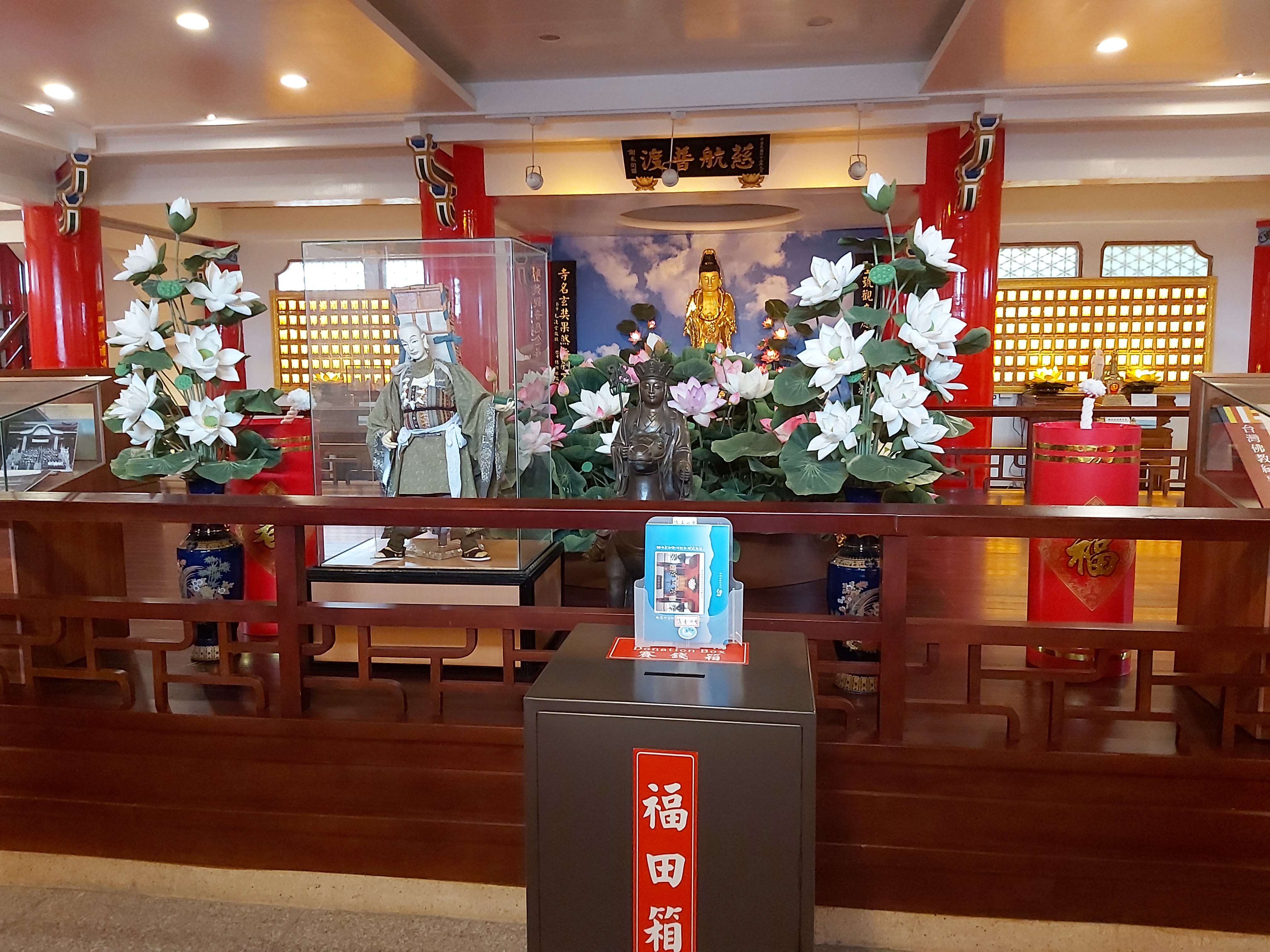
二樓佛殿
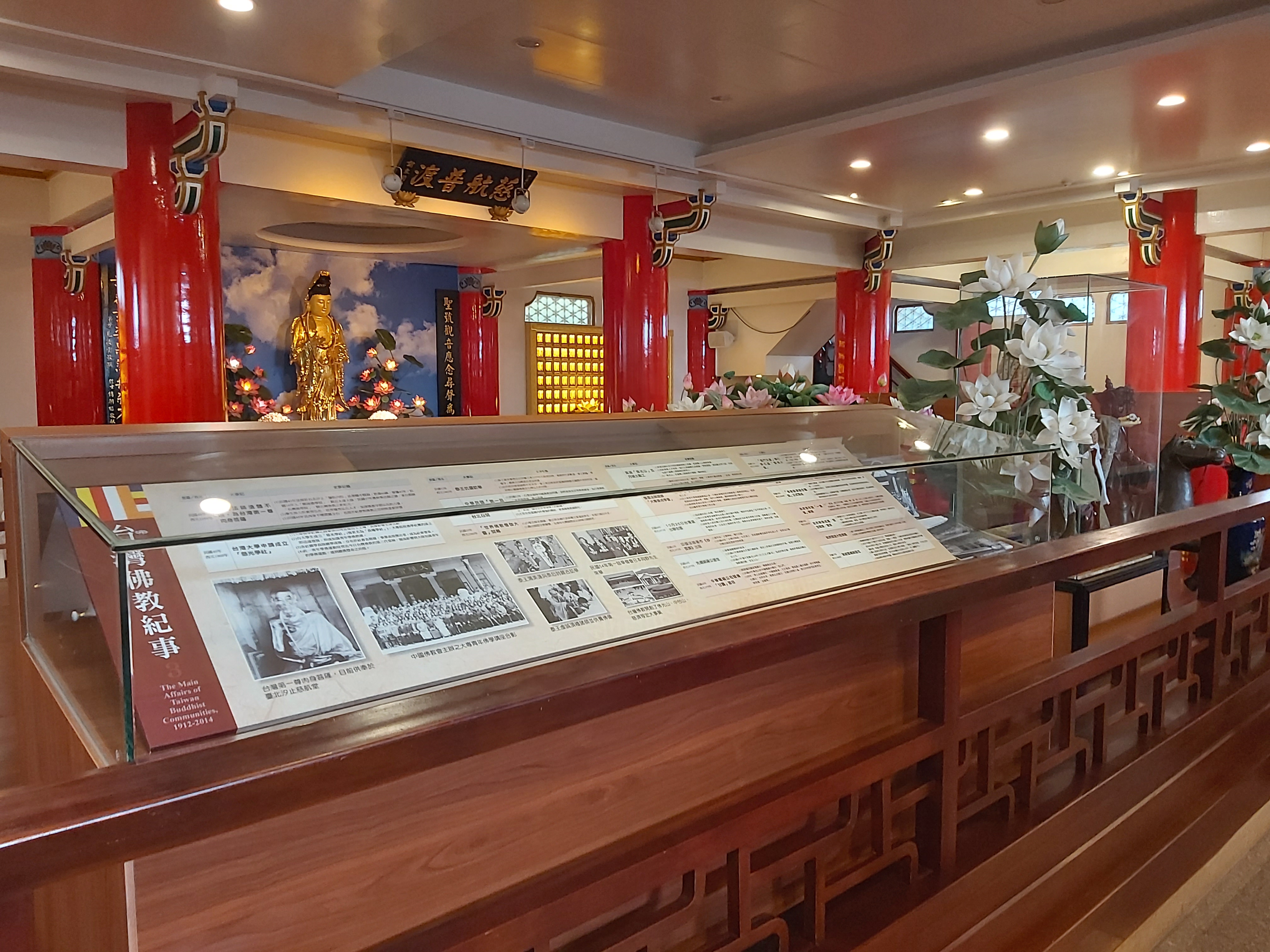
二樓佛殿與史料展示
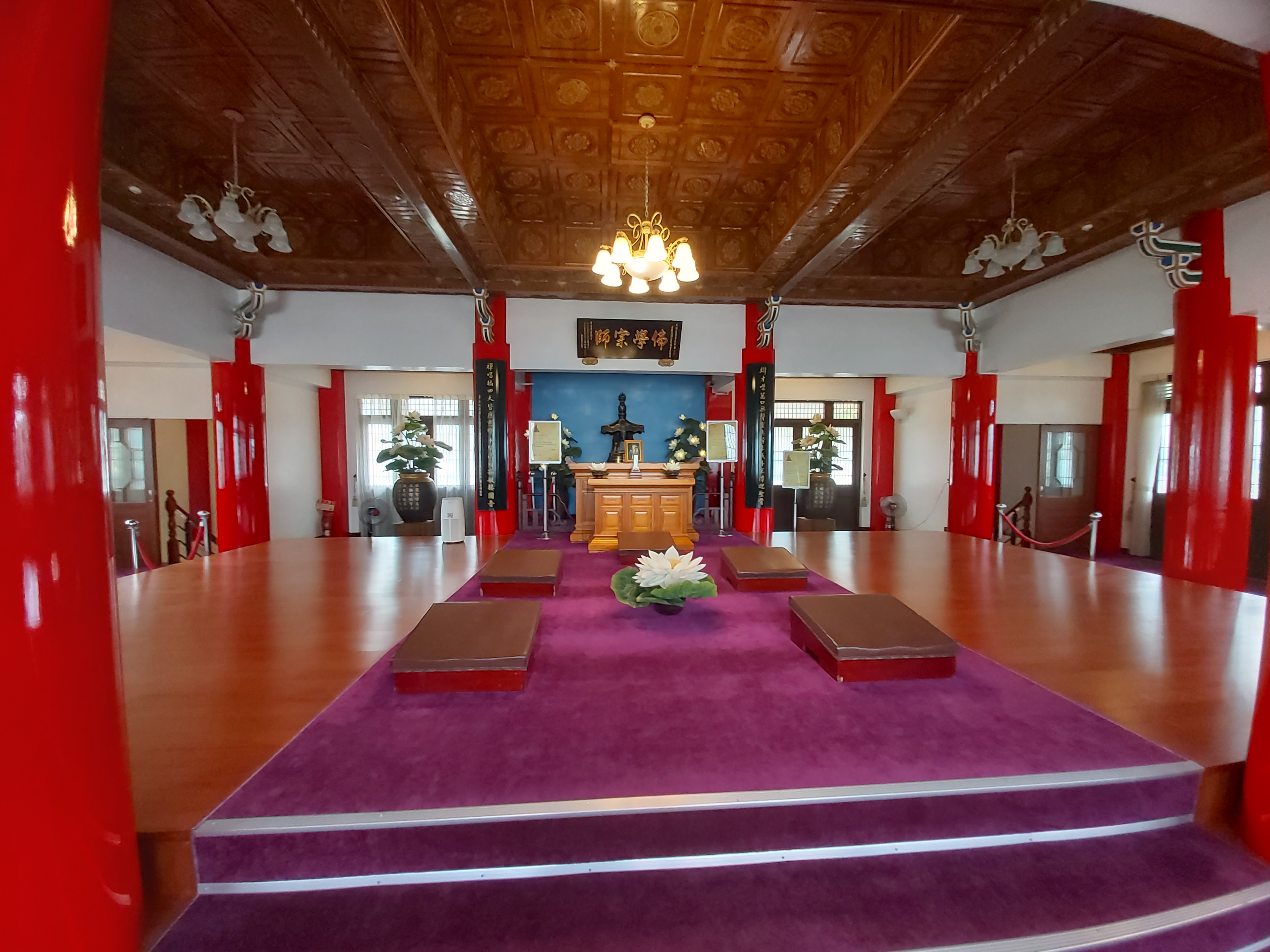
三樓舍利殿

## 外部連結
23°50′55.1″N 120°54′55.9″E / 23.848639°N 120.915528°E
- 南投觀光旅遊網-日月潭玄奘寺 （页面存档备份，存于）
- 台灣佛寺時空平台
- 玄奘大師靈骨來台影片
- 日月潭玄奘寺｜日月潭必去景點之一 （页面存档备份，存于）
- 日月潭玄奘寺臉書首頁